# Kameyama, Mie
Kameyama (亀山市 Kameyama-shi) là một thành phố thuộc tỉnh Mie, Nhật Bản.